# جاش (اصطلاح)
جاش (به کردی: جاش، Caş) واژه‌ای در زبان کُردی است که معنای تحت الفظی آن «پسر خر» است؛ و از واژه‌ی «جحش» آمد. جاش عنوانی توهین‌آمیز (به معنی خائن) که جنگجویان کُرد ضد حکومت‌های ایران برای افراد کُردی که با نظام‌های ایران همکاری می‌کنند به کار می‌برند. احزاب کُرد از این اصطلاح برای تخریب یکدیگر نیز استفاده می‌کنند.

## پیشینه

### کردستان عراق
در طی عملیات انفال که ژنرال علی حسن المجید فرمان کشتن و نسل‌کشی کردها را داده بود؛ واحدِ حامی حکومت (جاش خوانده می‌شدند) با هم متحد شده و احشام، گوسفندان، بزها، پول و سلاح و حتی زنان کُرد را می‌توانستند به‌طور قانونی به غنیمت بگیرند.
اصطلاح «پلیس جاش» توسط کردها نسبت به شبه‌نظامیان پلیس محلی کرد در سال ۱۹۴۴ اطلاق گردید.
در زمان عبدالکریم قاسم جاش‌ها گروه‌های چریک
خوانده می‌شدند که بعد از توافق ملا مصطفی با دولت مرکزی منحل شدند

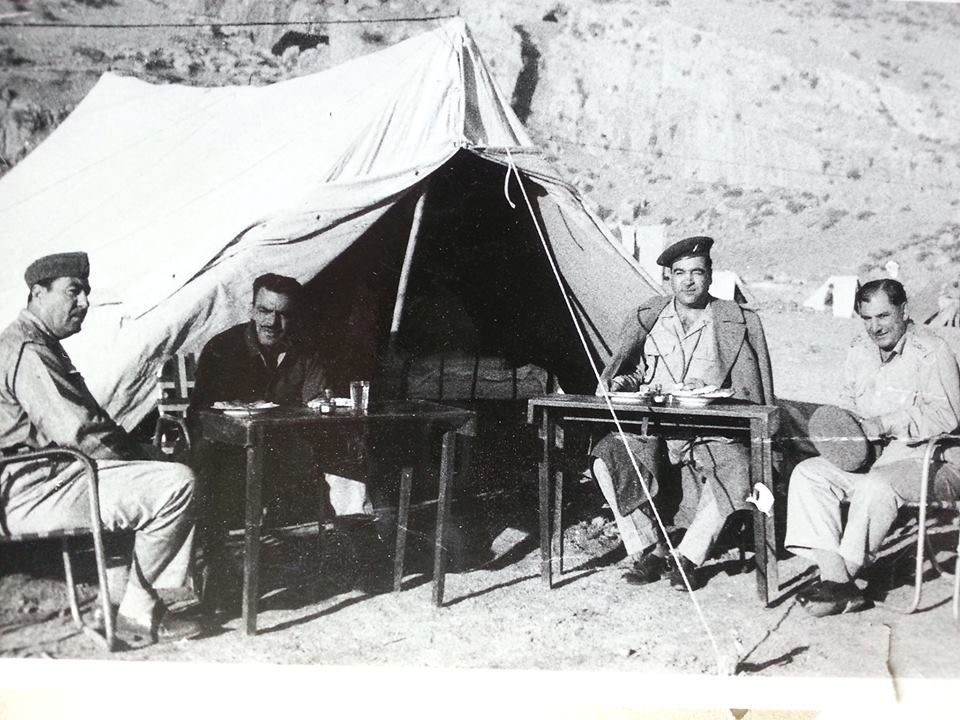
خلیل جاسم الدباغ (سمت راست) فرماندهٔ نیروهای ویژه جاش، در کنار ابراهیم الانصاری فرماندهٔ لشکر دوم در شمال عراق در جریان عملیات نظامی در دهه ۱۹۶۰

### کردستان ایران
گروهای چپ کُرد و حزب دموکرات کردستان ایران، در جریانِ انقلاب ۱۳۵۷، کُردهای طرفدار انقلاب را «جاش» خطاب می‌کردند.